# Arnie Risen
Arnold D. „Stilts” Risen (ur. 9 października 1924 w Williamstown, zm. 4 sierpnia 2012 w Beachwood) – amerykański koszykarz, występujący na pozycji środkowego, dwukrotny mistrz NBA, uczestnik spotkań gwiazd, członek Basketball Hall of Fame.

## Osiągnięcia
NCAA
- 2–krotny uczestnik NCAA NCAA Final Four (1944–1945)[4]
- Wybrany do:
  - składu All-American przez Converse Yearbook (1945)[4]
  - Akademickiej Galerii Sław Koszykówki (2006)[5]
  - Galerii Sław Sportu:
    - Cleveland Sports Hall Of Fame (2008)[6]
    - Ohio State Athletics Hall of Fame (2004)[4]

NBL
- Wicemistrz NBL (1948)[7]
- Zaliczony II składu NBL (1947)[8]
- Zwycięzca turnieju World Professional Basketball Tournament (1947)[9]
- Zaliczony do:
  - I składu turnieju World Professional Basketball Tournament (1947)[9]
  - składu Najlepszych Zawodników w Historii Ligi NBL (NBL All-Time Team)[10]

BAA/NBA
- 2-krotny mistrz NBA (1951, 1957)[1]
- 4-krotnie wybierany do udziału w meczu gwiazd NBA (1952–1955)[2]. Z powodu kontuzji nie wystąpił w 1955[11].
- Uczestnik meczu gwiazd Legend NBA (1964)[12]
- Wybrany do:
  - II składu BAA (1949)[13]
  - Koszykarskiej Galerii Sław (Naismith Memorial Basketball Hall Of Fame - 1998)[3]
- Lider:
  - BAA w skuteczności rzutów z gry (1949)[14]
  - play-off NBA w liczbie celnych rzutów wolnych (1951)[15]